# Seznam prvních místopředsedů ODS
Toto je seznam prvních místopředsedů Občanské demokratické strany. V letech 1992 - 1996 nesla funkce jméno "výkonný místopředseda", v letech 1996 - 2002 funkce neexistovala.

## Seznam
| Č.  | 1. místopředseda   | fotografie | funkční období od - do                | předseda        |
| --- | ------------------ | ---------- | ------------------------------------- | --------------- |
| 1.  | Petr Čermák        |            | 7. listopadu 1992 - 18. prosince 1994 | Václav Klaus    |
| 2.  | Libor Novák        |            | 18. prosince 1994 - 8. prosince 1996  | Václav Klaus    |
| 3.  | Jan Zahradil       |            | 15. prosince 2002 - 5. prosince 2004  | Mirek Topolánek |
| 4.  | Petr Nečas         |            | 5. prosince 2004 - 19. listopadu 2006 | Mirek Topolánek |
| 5.  | Pavel Bém          |            | 19. listopadu 2006 - 7. prosince 2008 | Mirek Topolánek |
| 6.  | David Vodrážka     |            | 7. prosince 2008 - 20. června 2010    | Mirek Topolánek |
| 7.  | Miroslava Němcová  |            | 20. června 2010 - 4. listopadu 2012   | Petr Nečas      |
| 8.  | Martin Kuba        |            | 4. listopad 2012 - 18. leden 2014     | Petr Nečas      |
| 9.  | Jan Zahradil       |            | 18. ledna 2014 - 16. ledna 2016       | Petr Fiala      |
| 10. | Alexandra Udženija |            | 16. ledna 2016 – 18. ledna 2020       | Petr Fiala      |
| 11. | Zbyněk Stanjura    |            | od 18. ledna 2020                     | Petr Fiala      |